# Würfelpoker

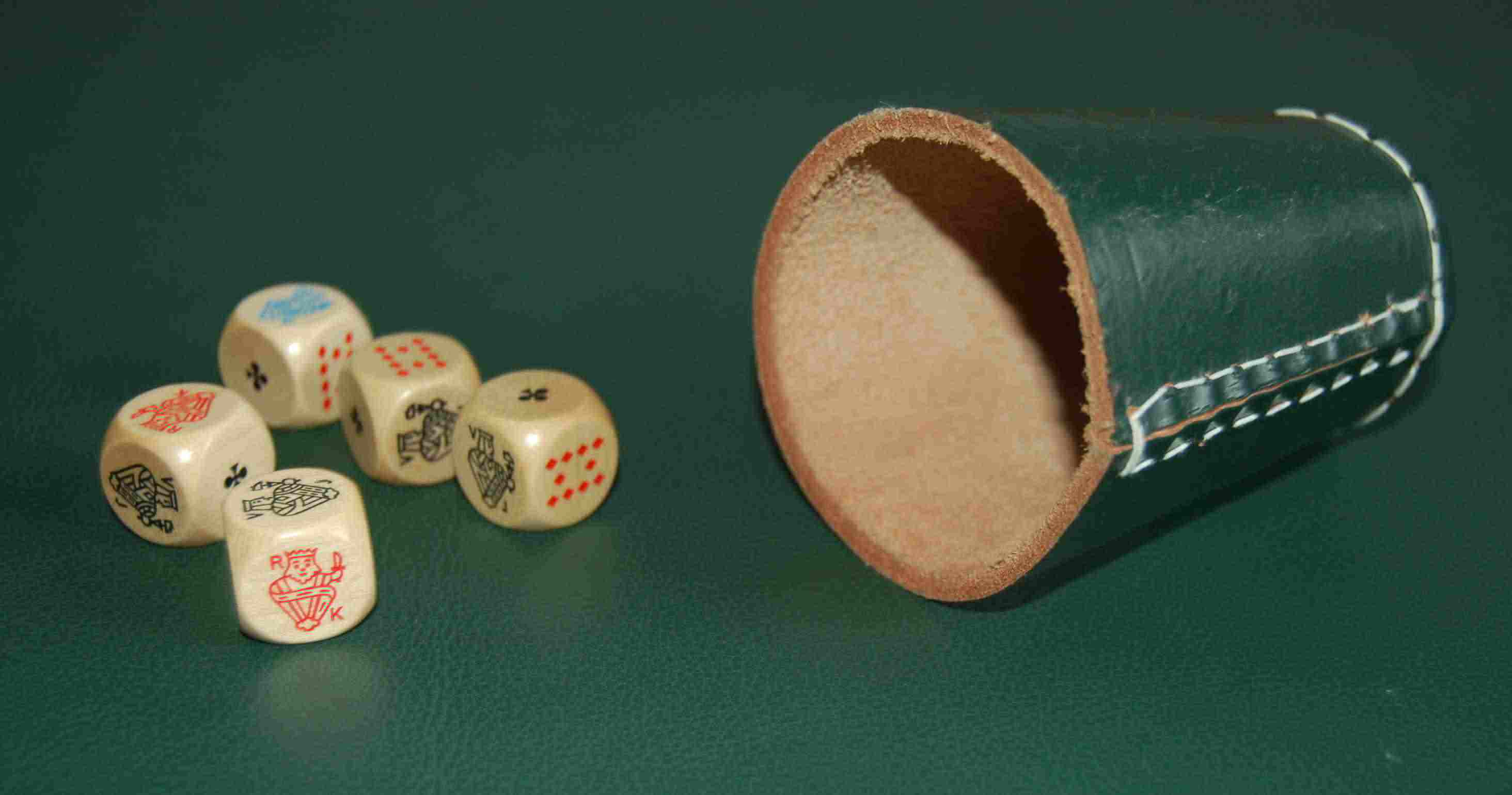
Pokerwürfel mit Würfelbecher

Würfelpoker ist eine Sammelbezeichnung für mehrere Formen des Poker-Spiels mit speziell gestalteten  Würfeln. 

## Die Spielarten
Die drei grundlegend verschiedenen Formen des Würfel-Poker sind
- Poker Dice oder Offenes Würfelpoker,
- Liar Dice oder Verdecktes Würfelpoker, fr. Poker menteur, und
- Escalero

Die genauen Regeln der einzelnen Spielarten finden sich in den entsprechenden Spezialartikeln. Trotz aller Verschiedenheiten haben diese Spielarten zahlreiche Gemeinsamkeiten.
Abgeleitet von Würfelpokerspielen sind unter anderem Yacht und die darauf aufbauenden Spiele Yahtzee und Kniffel sowie Balut.

## Die Würfel
Pokerwürfel entstanden um 1880 in den USA, es existiert ein Patent aus dem Jahre 1881.
Pokerwürfel zeigen an den sechs Flächen die Kartensymbole Ass, König, Dame, Bube, Zehn und Neun in drei Farben. Das Ass liegt der Neun, der König der Zehn und die Dame dem Buben gegenüber.
Ein Satz Pokerwürfel besteht aus fünf Würfeln. Bei Escalero benötigt man nur einen Satz, bei Liar Dice zwei Sätze; bei Poker Dice ist es zwar nicht unbedingt notwendig, jedoch vorteilhaft, wenn jeder Spieler einen eigenen Satz Würfel benutzt.

## Die Kombinationen
Analog dem Poker-Spiel mit Karten sind die folgenden Pokerkombinationen (Hands) möglich; diese lauten in absteigender Reihenfolge:
- Five of a kind, fünf Gleiche, z. B. fünf Zehner.
- Four of a kind, vier Gleiche, z. B. vier Buben.
- Full house, ein Drilling und ein Paar, z. B. drei Asse und zwei Damen.
- High straight, die fünf aufeinander folgenden Werte A–K–D–B–10.
- Low straight, die fünf aufeinander folgenden Werte K–D–B–10–9.
- Three of a kind, drei Gleiche, z. B. drei Asse.
- Two pairs, zweimal zwei Gleiche, z. B. zwei Buben und zwei Neuner; hier wird nach dem höchsten Paar gewertet.
- One pair, zwei Gleiche, z. B. zwei Zehner.
- Runt, keine Kombination, z. B. A–D–B–10–9.

Es sind jedoch nicht alle angeführten Kombinationen in allen Spielarten gültig.
Werden die fünf Würfel auf einmal geworfen, so gelten folgende Wahrscheinlichkeiten:
| Kombination     | Anzahl | Wahrscheinlichkeit | Verhältnis | Berechnung der Anzahlen                                                                   |
| --------------- | ------ | ------------------ | ---------- | ----------------------------------------------------------------------------------------- |
| Five of a kind  | 6      | 0,0772 %           | 1.295 : 1  | {\displaystyle {5 \choose 5}\cdot 6}                                                      |
| Four of a kind  | 150    | 1,9290 %           | 50,8 : 1   | {\displaystyle {5 \choose 4}\cdot {5 \choose 1}\cdot 6}                                   |
| Full house      | 300    | 3,8580 %           | 24,9 : 1   | {\displaystyle {5 \choose 3}\cdot {2 \choose 2}\cdot 6\cdot 5}                            |
| Straight        | 240    | 3,0864 %           | 31,4 : 1   | {\displaystyle 2\cdot 5!}                                                                 |
| Three of a kind | 1.200  | 15,4321 %          | 5,5 : 1    | {\displaystyle {5 \choose 3}\cdot 6\cdot 5\cdot 4}                                        |
| Two pairs       | 1.800  | 23,1481 %          | 3,3 : 1    | {\displaystyle {\frac {1}{2}}\cdot {5 \choose 2}\cdot 6\cdot {3 \choose 2}\cdot 5\cdot 4} |
| One pair        | 3.600  | 46,2963 %          | 1,2 : 1    | {\displaystyle {5 \choose 2}\cdot 6\cdot 5\cdot 4\cdot 3}                                 |
| Runt            | 480    | 6,1728 %           | 15,2 : 1   | {\displaystyle 6!-2\cdot 5!}                                                              |
| Summe           | 7.776  | 100,0000 %         |            | {\displaystyle 6^{5}}                                                                     |

Man beachte, dass ein Full house wahrscheinlicher ist als ein Straight; die Rangfolge entspricht derjenigen des Kartenspiels.
Bei gleichartigen Kombinationen erfolgt die Reihung analog den Regeln des Poker-Spiels mit Karten; so schlagen z. B. „Drei Zehner, ein Ass und eine Dame“ eine Hand von „Drei Zehner, ein Ass und eine Neun“ – was z. B. auch bei den Kartenspielen Texas Hold’em oder Omaha Hold’em vorkommen kann.
Beim Würfel-Poker werden häufig fünf Gleiche als Poker und vier Gleiche als Carré bezeichnet, bzw. fünf Gleiche als Grande und vier Gleiche als Poker – um Missverständnisse zu vermeiden, sollte man daher die Benennungen Vier Gleiche und Fünf Gleiche benutzen.

## Wiederholtes Würfeln
Bei allen Spielarten darf ein Spieler, nachdem er geworfen hat, noch zweimal versuchen, seinen Wurf zu verbessern – dies entspricht gewissermaßen dem Kartentausch beim Draw Poker, allerdings ist beim Karten-Poker nur ein Tauschen üblich.   
Sollte ein Spieler beim Würfel-Poker mit seinem ersten Wurf nicht zufrieden sein, so darf er nach Belieben einen oder mehrere Würfel aufnehmen und nochmals werfen. Im Laufe eines Spieles darf ein Spieler jedoch höchstens dreimal würfeln. 
Wirft er beim ersten Wurf etwa nur One pair, so kann er z. B. drei Würfel aufnehmen, um zu versuchen, durch einen folgenden Wurf Three of a kind, Full house oder gar Four bzw. Five of a kind zu erhalten.